# Союз студентів-емігрантів у Польщі
Союз студентів-емігрантів у Польщі постав 1922 у Варшаві для координації праці товариств українських студентів-емігрантів (1923 — 3 товариства з 200 членів); діяв у 1920 — 30-их роках. Найбільша організація Союзу — Українська студентська громада у Варшаві. Одним з організаторів товариства був Осинський Віктор Іванович.